# Marie Claire
Marie Claire és una revista internacional publicada per primera vegada a França el 1937. El 1941 va començar a ser publicada al Regne Unit. Des de llavors, se'n publiquen diverses edicions a molts països i idiomes. Les edicions especials se centren en temàtiques femenines. La revista Marie Claire també cobreix temes de salut, bellesa i moda.
Marie Claire va ser fundada per Jean Prouvost i Marcelle Auclair. El seu primer número va aparèixer el 1937 i es va començar a distribuir tots els dimecres fins al 1941 quan va repartir les seves accions per ser distribuïda a Londres. El 1976, Prouvost es va retirar i la seva filla Évelyne es va fer càrrec de la revista, afegint el grup L'Oréal a la companyia.